# Xikou (köpinghuvudort i Kina, Jiangxi Sheng, lat 29,16, long 114,38)
Xikou är en köpinghuvudort i Kina. Den ligger i provinsen Jiangxi, i den sydöstra delen av landet, omkring 160 kilometer väster om provinshuvudstaden Nanchang. Antalet invånare är 27 167. Befolkningen består av 13 488 kvinnor och 13 679 män. Barn under 15 år utgör 26,0 %, vuxna 15-64 år 65 %, och äldre över 65 år 8,0 %.
Runt Xikou är det ganska tätbefolkat, med 160 invånare per kvadratkilometer. Närmaste större samhälle är Ma'ao, 12,9 km söder om Xikou. I omgivningarna runt Xikou växer i huvudsak blandskog.
Genomsnittlig årsnederbörd är 2 181 millimeter. Den regnigaste månaden är maj, med i genomsnitt 349 mm nederbörd, och den torraste är januari, med 56 mm nederbörd.